# Brachysomophis cirrocheilos
Brachysomophis cirrocheilos är en fiskart som först beskrevs av Bleeker 1857.  Brachysomophis cirrocheilos ingår i släktet Brachysomophis och familjen Ophichthidae. Inga underarter finns listade.
Arten förekommer i Indiska oceanen och västra Stilla havet. Den når i Stilla havet norrut till södra Japan samt söderut till norra Australien. Förekomsten i Persiska viken är omstridd. Brachysomophis cirrocheilos dyker till ett djup av 38 meter. De största exemplaren är 160 cm långa. Individerna gräver sig ner i den sandiga eller slammiga grunden på havets botten. Under natten lämnar arten ofta boet. Brachysomophis cirrocheilos äter små fiskar och kräftdjur. Artens huvud besöks ibland av kräftan Periclimenes magnificus som städar bort störande partiklar. 
IUCN undersökte endast om arten lever i Persiska viken och den population listas med kunskapsbrist (DD).